# Internationale Luchthaven Chiang Mai
De Internationale Luchthaven Chiang Mai ligt bij de stad Chiang Mai in Thailand. De IATA luchthaven code is CNX.

## Politiek
Het vliegveld is de belangrijkste luchthaven van Noord-Thailand en het is door de regering van minister-president Thaksin Shinawatra (die zelf uit Chiang Mai komt) aangewezen als een hub voor al het regionale vliegverkeer. Door dit nieuwe beleid heeft de nationale luchtvaartmaatschappij Thai Airways International het aantal vluchten vanaf deze luchthaven naar regionale bestemmingen sterk uitgebreid. 
In 2004 zijn er stemmen opgegaan om de luchthaven uit te breiden en/of te verplaatsen naar een nieuwe locatie. Deze plannen genoten destijds de steun van minister-president Thaksin Shinawatra.
Voorts heeft de Koninklijke Thaise luchtmacht een basis op de luchthaven.

## Gegevens
In 2003 werden er meer dan 2 miljoen passagiers vervoerd in 15.000 vluchten en werd er 16.000 ton luchtvracht afgehandeld.

## Luchtvaartmaatschappijen die op Chiang Mai vliegen
- Air Asia
- Air Mandalay
- Angel Airlines
- Bangkok Airways
- China Airlines
- Lao Airlines
- Mandarin Airlines
- Nok Air
- Phuket Air
- Silk Air
- Singapore Airlines
- Thai Airways International
- V Air